# Yana Vastavel
Yana Vastavel, née le 22 octobre 1999 à Malines, est une gymnaste acrobatique belge.

## Carrière
Elle remporte une médaille d'argent en duo mixte général et une médaille de bronze en duo mixte dynamique aux Championnats d'Europe de gymnastique acrobatique 2013 et trois médailles d'argent en duo mixte (général, statique et dynamique) aux Jeux européens de 2015.